# Richmond Renegades
Richmond Renegades byl profesionální americký klub ledního hokeje, který sídlil v Richmondu ve Virginii. V letech 1990–2003 působil v profesionální soutěži East Coast Hockey League. Renegades ve své poslední sezóně v ECHL skončily v základní části. Své domácí zápasy odehrával v hale Richmond Coliseum s kapacitou 11 088 diváků. Klubové barvy byly petrolejová, černá a fialová.

## Úspěchy
- Vítěz ECHL ( 1× )
  - 1994/95

## Přehled ligové účasti
Zdroj: 
- 1990–1997: East Coast Hockey League (Východní divize)
- 1997–2003: East Coast Hockey League (Severovýchodní divize)